# Eventi sportivi nel 2006
Maggiori eventi sportivi del 2006 a livello internazionale, ordinati per disciplina.

## Calcio
- Campionato mondiale di calcio 2006

## Football americano
- Qualificazioni al campionato mondiale di football americano 2007

## Scherma
- 6 - 7 gennaio: Campionato del mediterraneo di scherma, Hammamet,  Tunisia
- 9 - 10 aprile: Campionato mondiale giovanile di scherma, Taebaek,  Corea del Sud
- 9 - 10 aprile: Campionato mondiale cadetti di scherma, Taebaek,  Corea del Sud
- 21 - 29 aprile: Campionato mondiale militare di scherma, Bucarest,  Romania
- 26 - 30 maggio: Campionati italiani di scherma, Torino,  Italia
- 4 - 9 luglio: Campionato europeo di scherma, Smirne,  Turchia
- 30 settembre - 7 ottobre: Campionato mondiale di scherma, Torino,  Italia
- 4 - 9 novembre: Campionati europei juniores di scherma, Poznań,  Polonia